# 水銀の遺産アルマデンとイドリヤ
水銀の遺産アルマデンとイドリヤ（すいぎんのいさんアルマデンとイドリヤ）は、スペインのアルマデンとスロベニアのイドリヤにそれぞれ残る水銀鉱山と、それらに関連する旧市街や産業遺産群を対象とした国際連合教育科学文化機関 (UNESCO) の世界遺産リスト登録物件である。アルマデンとイドリヤで産出された水銀は、かつて何世紀もの間、ラテンアメリカで産出される銀の精錬に不可欠の存在であり、ヨーロッパへの大量の銀流入を陰で支える役割を果たした。そのため、アメリカ大陸での水銀需要は増加の一途を辿り、それに対応するためにアルマデンやイドリアでは増産の努力が重ねられた。現在残る町並みや施設群は、そうした鉱業の発展と大陸間交易の様子を今に伝えるものである。

## ラテンアメリカの銀鉱山と水銀
スペイン帝国の植民地のうち、ヌエバ・エスパーニャ副王領のサカテカスやグアナフアトなどの銀山と、ペルー副王領のポトシ銀山は銀の産出地として重要なものであった。
アメリカ大陸での銀の精錬には当初、木炭を大量に消費する溶鉱法が用いられていたが、1550年代に水銀のアマルガムを利用する精錬法が導入され始めると、それが急速に広まっていった。それは「パティオ精錬法」と呼ばれるもので、中庭（パティオ）の砕鉱機で細かく砕いて泥状にした銀鉱石に塩を混ぜ、状況に応じて石灰や黄銅鉱なども混ぜる下準備をほどこした塊に、水銀を混ぜて踏むことでアマルガムを作り、その攪拌や加熱によって銀を取り出すというものであった。従来の銀の精錬が大量に木材を使うものであり、サカテカス銀山も開発によって山林が大規模な伐採に遭ったのに対し、パティオ精錬法は最終工程の一部を除いては加熱の必要がないため、禿山の銀鉱山でも精錬ができるとして普及した。
それに伴って水銀需要も増大したが、それを支えていたのがアルマデン、イドリヤ、ウアンカベリカ（ペルー）の3鉱山であった。スペインでは、一時的に中国産の導入などを検討したこともあったようだが、期待した量を買い付けられなかったことや、外国産を導入することで買い付けに伴う銀流出が起こることへの懸念などから実現されず、実質的にその後のスペイン帝国時代の全期間を通じて、上記3鉱山が独占的な供給元となった。このうち、主としてアルマデンはヌエバ・エスパーニャ副王領の、ウアンカベリカはペルー副王領の需要をまかなうものと位置付けられ、イドリヤはそれらの補助的役割を担った。

## 構成資産
この世界遺産は2箇所の鉱山都市とその関連施設群を対象とし、アルマデン5件、イドリヤ7件の計12件の個別資産によって構成されている。

### アルマデン

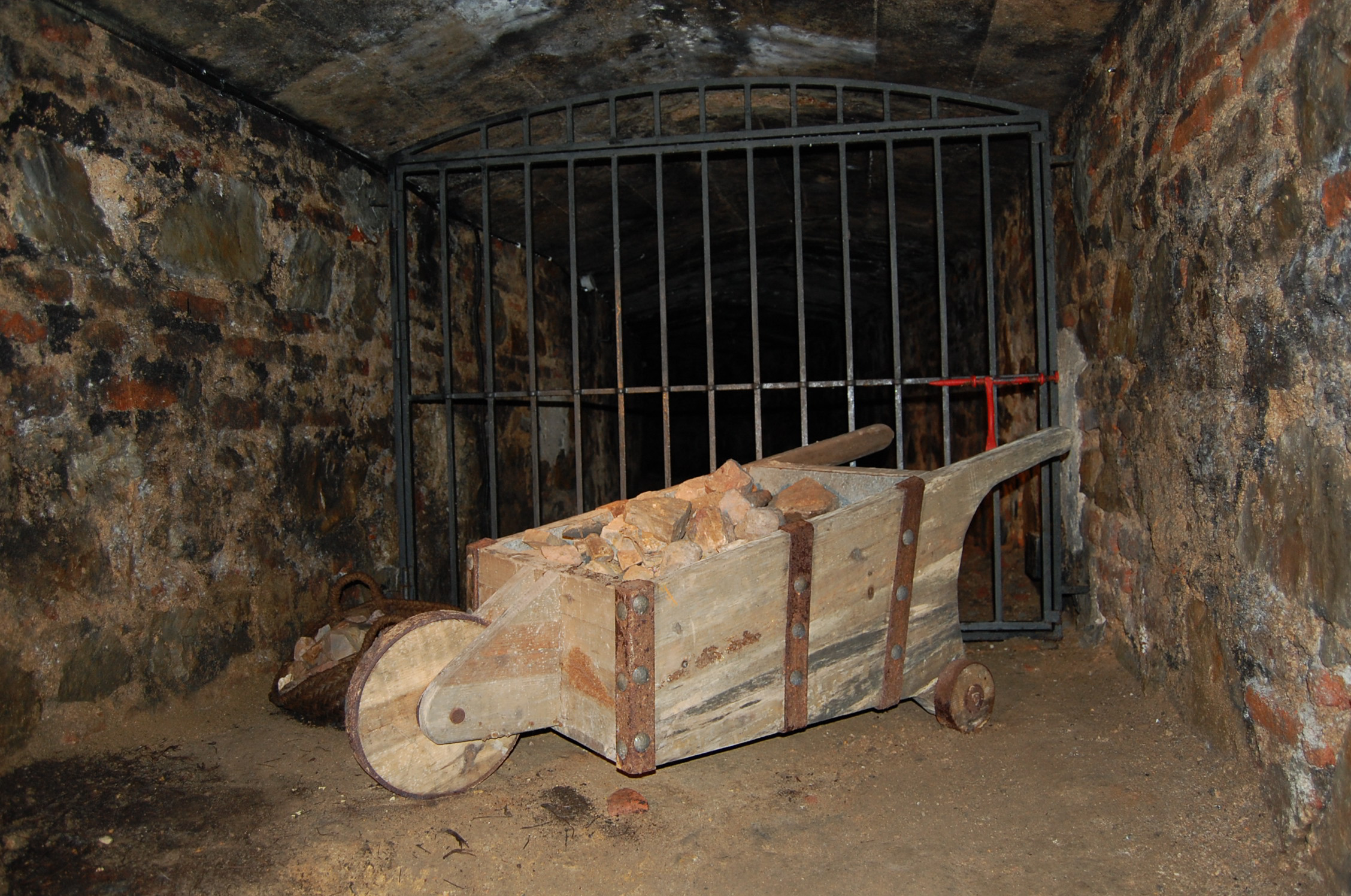
鉱山内部

アルマデンはスペインのカスティーリャ＝ラ・マンチャ州シウダ・レアル県にある鉱山町である。その水銀生産は古代ローマ時代にまで遡り、ローマに辰砂を供給していたという記録もあるが、16世紀以前の詳しい鉱山開発については未詳であるという。1511年から1524年までは国王会計のもと、個人との開発契約を結ぶ形で開発が行われたが、1524年にスペイン王カルロス1世が債権者であるフッガー家に開発権を譲渡した。途中、アウクスブルクの別の金融業者に開発権が渡ったり、フッガー家が再経営に乗り出した後に火災で一時閉山されるなどもあったが、1563年からスペイン政府は再びフッガー家と契約を結んだ。このときに付けられた条件は、産出される水銀をすべてヌエバ・エスパーニャ副王領に送付することであった。
17世紀初頭にはアルマデンの水銀生産量は大きく増えたが、1620年代になると早くも減少し、スペイン政府は1645年から国王会計による直接経営を導入し、1661年には契約制度に戻すなど開発体制を二転三転させて対応したが、最盛期に比べて17世紀後半の生産量は半減した。しかし、18世紀になると生産量が再び急増し、衰退の一途を辿っていたウアンカベリカ水銀鉱山をカバーするために、一部がイドリア産ともどもペルー副王領にも送られた。
アルマデンの水銀鉱山では、スペイン帝国が終焉を迎えたのちも採掘が行われており、20世紀末には国有企業によって採掘されていたが、年間1500トンを生産する世界最大の水銀生産地であると同時に、約4トンが大気中に放出される汚染源になっていたという問題点も抱えており、生産規模を縮小しつつ、2004年に完全に操業が停止された。なお、閉鎖後、EU域内での規制強化の結果、各企業などで使用されないまま残された水銀の保管場所としてアルマデンの鉱山を利用する案が浮上したが、見送られた。アルマデンが約2000年間に世界に供給した水銀の量は、全体量の約3分の1に及んだと見積もられている。
アルマデンでは、以下の物件が世界遺産を構成している。

#### アルマデン旧市街

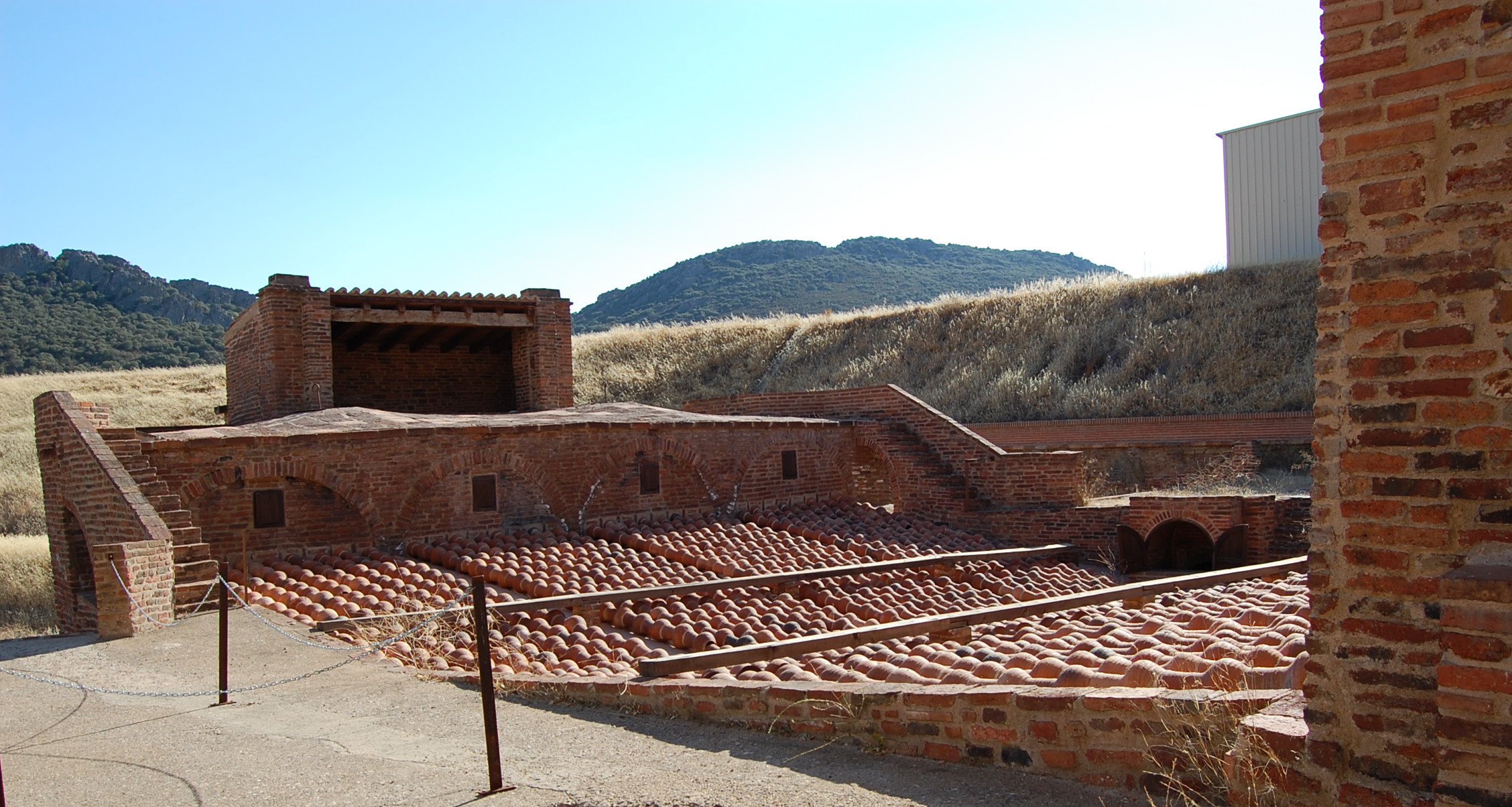
ブスタマンテ炉

(Almadén- Old Town, 1313rev-001)
世界遺産登録範囲は 48.98 haである。アルマデンの旧市街は、水銀鉱山からコンスティトゥシオン広場までを指している。かつての町はレタマル城を中心として放射線状に発達し、次第に拡大していった。レタマル城はもともとアラブ人たちが支配していた時代の城塞が前身となっており、町の名前アルマデンも、「鉱山の城塞」を意味するアラビア語名の一部が転訛したものである。旧市街から鉱山にかけては、かつてセビリアに水銀を運ぶときに使った街路、1645年建設のサン・ミゲル礼拝堂、現在は博物館になっている水銀の販売所、17世紀のカルロス門と18世紀のカルロス4世門、鉱山アカデミー、旧監督官邸宅、辰砂を溶かすための17世紀の旧式の炉の遺構と1720年のブスタマンテ炉など、水銀生産にゆかりのある施設をはじめとする歴史的建造物群が多くある。

#### ミナ・デル・カスティリョの建造物群
(Mina del Castillo Buildings, 1313rev-002)
世界遺産登録範囲は0.22 haである。アルマデンのミナ・デル・カスティリョ（城の鉱山）には、18世紀以来使われてきたサン・ミゲル縦坑が存在している。この縦坑は20世紀半ばになっても機能していた唯一の換気坑で、時代が進むごとにどんどん深く掘られるようになり、木製の塔やエントランスにあたる建物などが整備されていった。

#### 王立強制労働刑務所
(Royal Forced Labour Gaol, 1313rev-003)
世界遺産登録範囲は0.11 haである。16世紀半ば以降、アルマデンには鉱夫として囚人たちが送り込まれており、1799年の王令で廃止されるまでに約2000人が強制労働に従事したと見積もられている。強制労働刑務所は1754年に建造されたものだが、鉱業技術大学を建設するために取り壊され、当時のまま伝わっているのは一部の遺構だけである。

#### サン・ラファエル王立鉱夫病院

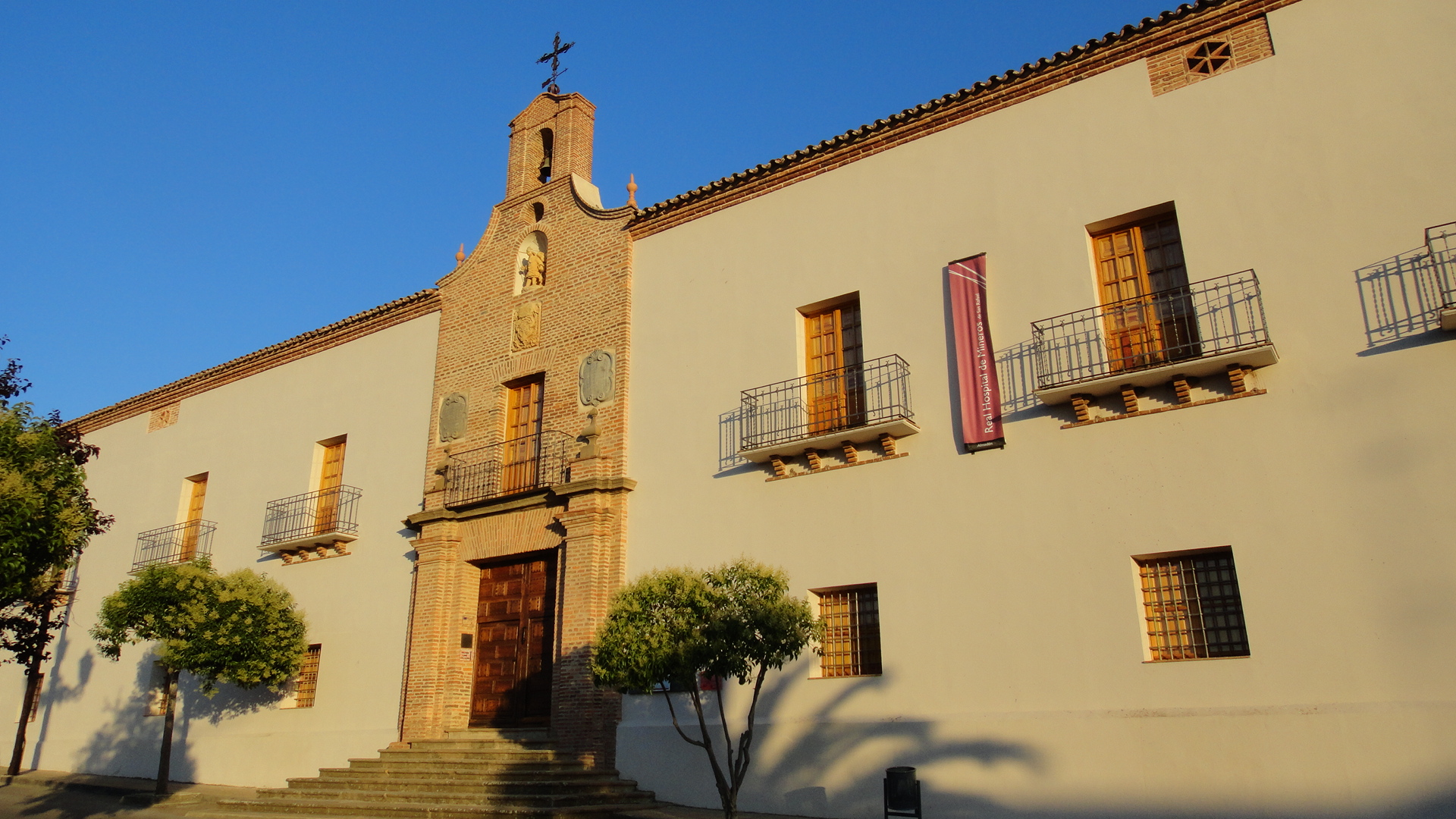
旧サン・ラファエル王立鉱夫病院

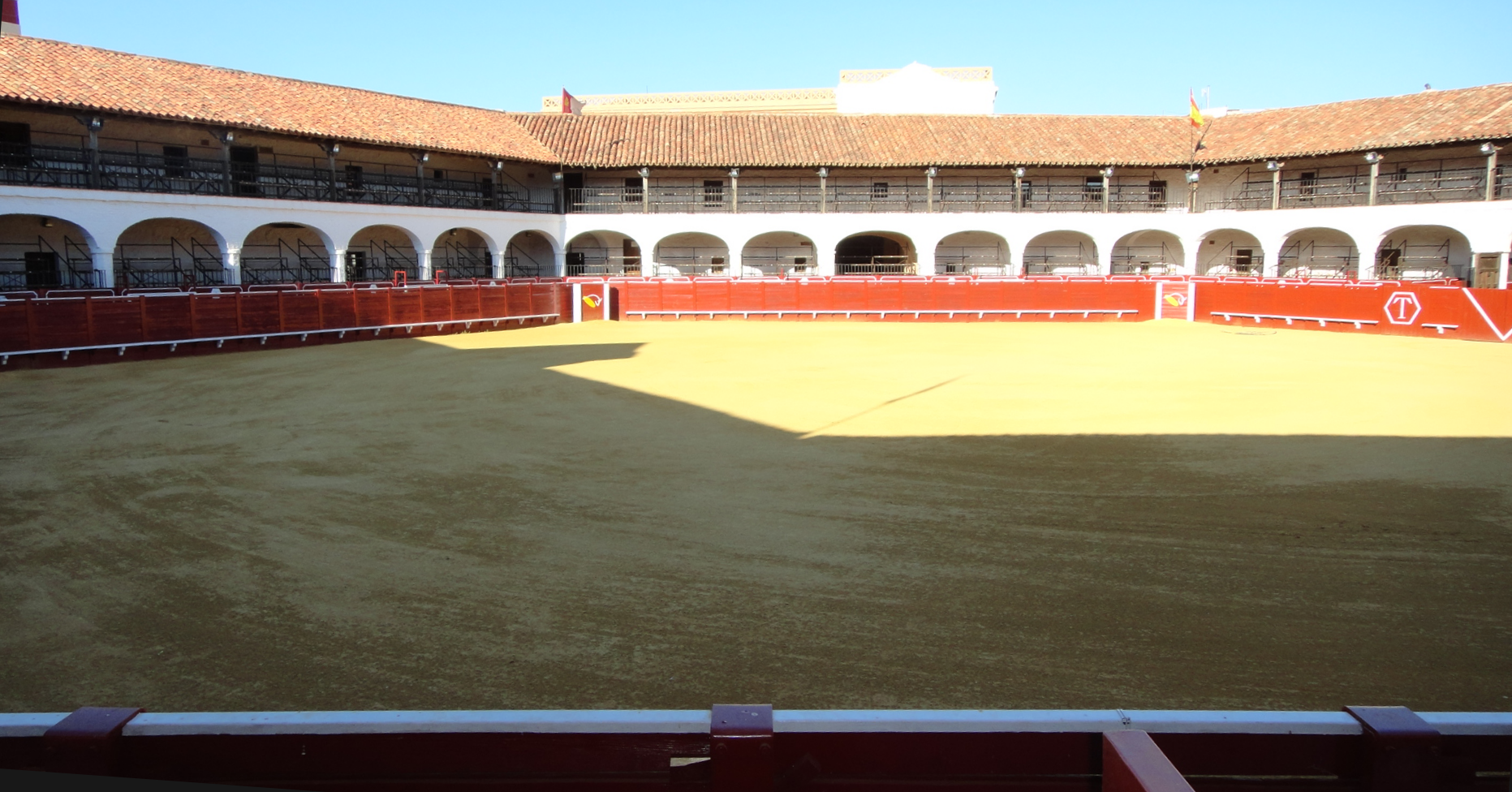
闘牛場

(San Rafael Royal Hospital for Miners, 1313rev-004)
世界遺産登録範囲は0.1 haである。既述の通り、18世紀には水銀生産量が急増したが、その結果、アルマデンの鉱夫の数は、囚人や季節労働者も含めて、増加の一途を辿った。結果として何らかの病気に罹る者の数も増えたため、それへの対応として病院の建設が必要となった。建設を推進したのは監督官のフランシスコ・ハビエル・デ・ビリェガス (Francisco Javier de Villegas) で、レンガの粗石積みのこの病院は1755年に建設が始まり、1773年に完成した。現在はアルマデン鉱山の博物館と古文書館に使われている。

#### 闘牛場
(Bullring, 1313rev-005)
世界遺産登録範囲は0.25 haである。サン・ラファエル王立鉱夫病院の着工と同じ1755年に建設が始まり、1757年に完成した闘牛場で、スペイン国内では2番目に古い。建設はサン・ラファエル病院と同じく監督官のフランシスコ・ハビエル・デ・ビリェガスが推進したもので、この闘牛場は、併設した季節労働者向けの賃貸住宅と闘牛そのものとから得られる収益を、病院の建設費などにあてるために建てられた。

### イドリヤ

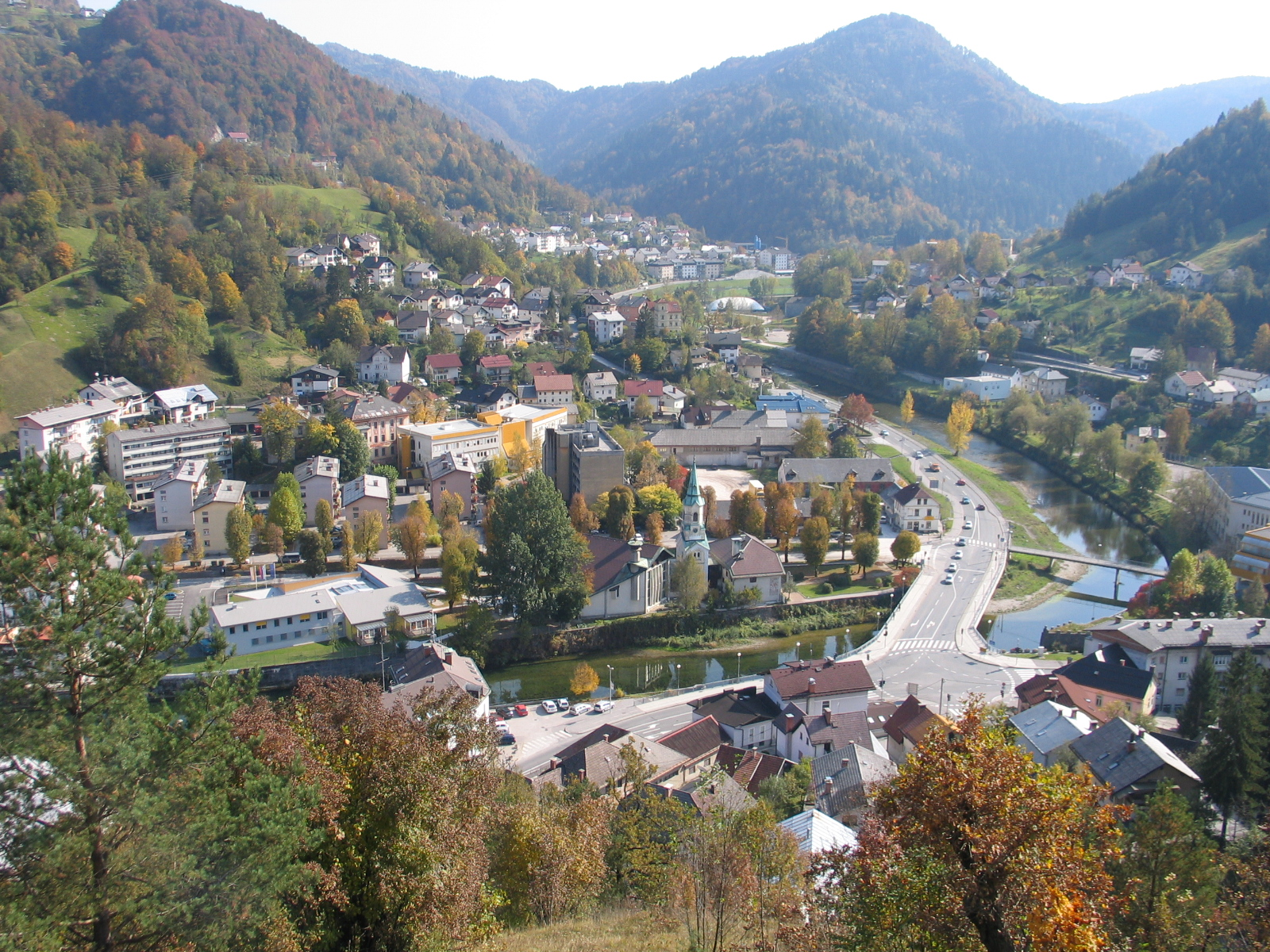
イドリヤの景観

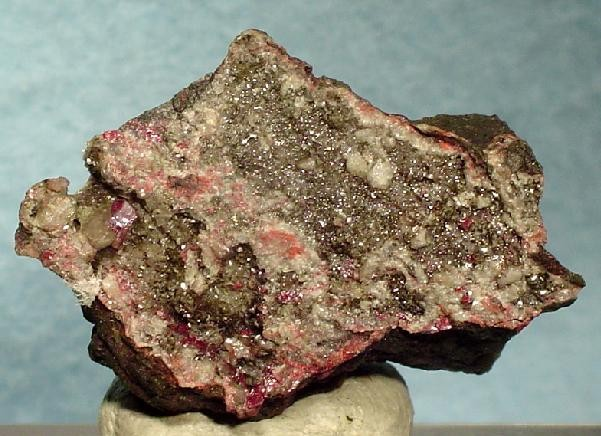
イドリヤで採掘された辰砂

イドリヤはスロベニア西部のプリモルスカ地方の鉱山町で、1490年代に水銀鉱山が発見された。16世紀の時点ではその鉱山で水銀があまり多くは採れなかったが、17世紀以降増加し、1689年には2000キンタール程度の水銀を産出していた。しかし、同じ時期のアルマデンは1万キンタール程度、ウアンカベリカは15000キンタール以上であり、前述のようにその位置付けは補助的なものだった。
イドリヤの水銀はヌエバ・エスパーニャに回された時期が多かったが、17世紀前半においては、ヌエバ・エスパーニャで水銀が不足している際にも、ペルーに優先的に回されていた。これはヌエバ・エスパーニャがスペイン王に支払っていたのが10分の1税だったのに対し、ペルーが5分の1税を支払っていたことなどと関係があったのではないかと指摘されている。
前述の通り、あくまでもアルマデンとウアンカベリカの補助的位置付けであったが、18世紀にウアンカベリカの生産量が下落すると、これを上回るようになった。水銀生産量は時期による乱高下が激しいが、参考までにいくつかの数値を示しておくと、1760年ごろのアルマデンの年平均生産量は9334キンタール、ウアンカベリカのそれは5901キンタール、これに対してイドリヤの1760年の生産量は3224キンタールであった。しかし、1790年ごろの年平均はアルマデンが16800キンタール、ウアンカベリカが2268キンタールに対し、イドリヤの1790年の生産量は10967キンタールであった。世界遺産としての価値を調査したICOMOS（後述）の評価書では、アルマデンに次いで世界で2番目に大きい水銀鉱山と位置付けられている。この鉱山での採掘はアルマデンに先んじて1994年に停止されたが、イドリヤがそれまでの約500年間に世界に供給した水銀の量は、全体量の約8分の1に及ぶと見積もられている。
イドリヤでは、以下の物件が世界遺産を構成している。

#### イドリヤ旧市街

アントニウスの中心坑道入り口

(Idrija – Old Town, 1313rev-006)
世界遺産登録範囲は47.33 haである。旧市街に含まれるのは、鉱物取引所、鉱山劇場、市庁舎、フランツ縦坑、アントニウスの中心坑道などである。鉱物取引所 (Mine’s warehouse) は1764年に建設された建物で、スロベニアに残るバロック建築の中では最古の部類に属している。鉱山劇場 (Mine’s Theater) は1769年に建てられたスロベニア最古の石造劇場であり、イドリヤの水銀鉱夫たちの文化的な面を伝えている。市庁舎 (Town Hall) は1898年に建設されたもので、ゼツェシオン様式を始め、ゴシック・リヴァイヴァルやルネサンス・リヴァイヴァルなど、多彩な建築様式が折衷された建築物である。フランツ縦坑は1792年に掘削が始まった縦坑で、現存する中ではイドリヤ鉱山で最古の部類に属する施設である。その名前は掘削が始まった年に神聖ローマ皇帝の座についたフランツ2世の名前にちなんでいる。アントニウスの中心坑道 (Anthony’s Main Road) は、鉱山事故に対する守護聖人でもあるパドヴァのアントニウスにちなんで命名された坑道で、その掘削は1500年に始まったものである。18世紀後半以降、中心坑道の地下の端に聖三位一体礼拝堂と、聖アントニウスの彫像、聖バルバラ（鉱山の守護聖人）の彫像などが相次いで建てられるようになった。

#### イドリヤの精錬施設
(Idrija – Smelting Plant, 1313rev-007)
世界遺産登録範囲は0.6 haである。精錬施設はウアンカベリカやアルマデンの技術から影響を受けたものもあり、18世紀にはアルマデンのブスタマンテ炉が導入されたが、これはイドリヤでは「スペイン炉」と呼ばれた。精錬施設は場所自体が何度か変わったが、1880年に建設された木材の運搬などに水力を利用するイドリツァ川右岸の精錬施設は、イドリヤの鉱山が操業停止になるまで使われ続け、停止後は間もなく国定の記念物に指定された。

#### イドリヤ周辺の水利・木材運搬システム

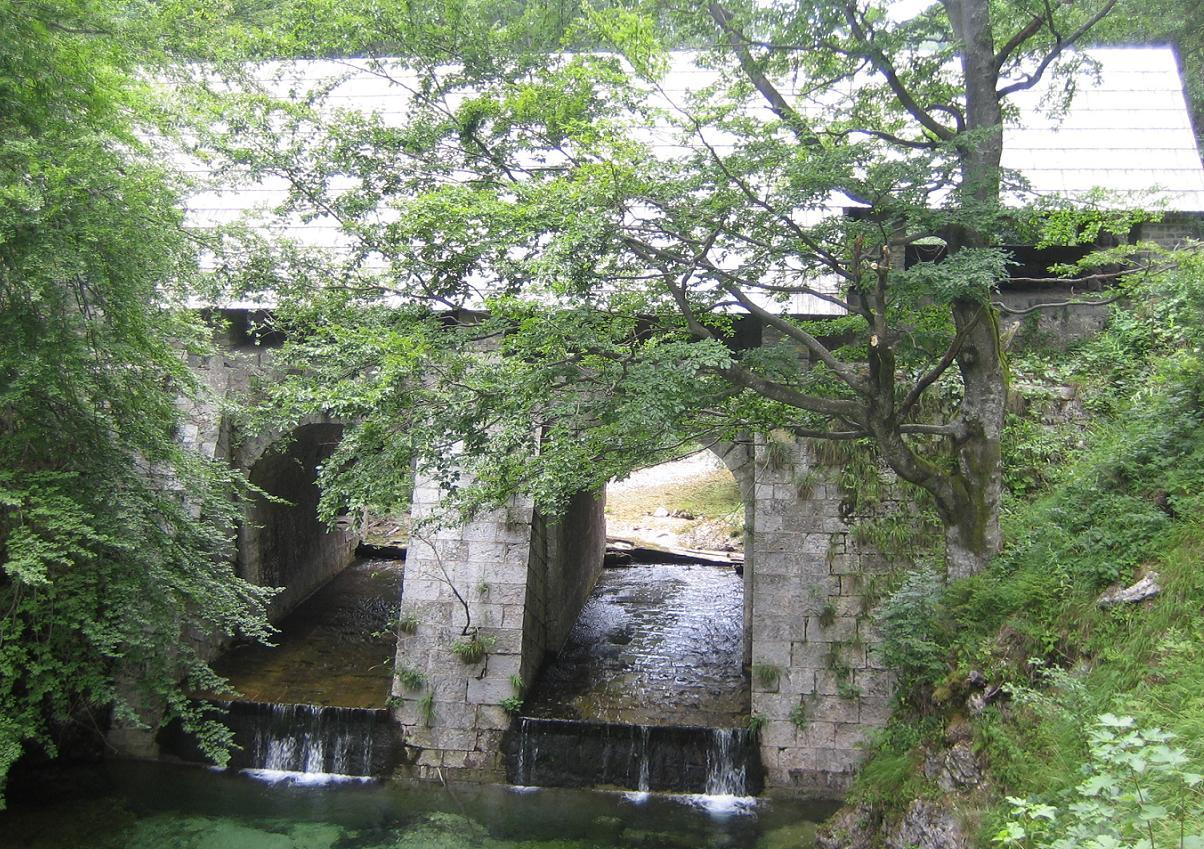
イドリツァ川の水門

水銀鉱山にとって木材は必要不可欠のものだった。坑内の補強のためには梁が必要になるし、道具には木製のものがしばしばある。さらには、水銀の精錬には加熱する工程が存在するため、燃料として大量の薪が必要になるのである。イドリヤではそうした木材の調達にイドリツァ川をはじめとする近隣の川や水路を利用し、その運搬を調整するための施設としてあちこちに堰や水門を作った。世界遺産になっているのは以下の5件である。
- Idrija – Kamšt water pump with the Rake water channel and Kobila dam, (1313rev-008, 1.61 ha)[15]
- Gorenja Kanomilja – Kanomilja or Ovcjak Water Barrier (1313rev-009, 0.71 ha)[15]
- Vojsko – Idrijca Water Barrier (1313rev-010, 1.21 ha)[15]
- Idrijska Bela – Putrih’s Water Barrier on the Belca creek (1313rev-011, 0.49 ha)[15]
- Idrijska Bela – Belca Water Barrier on the Belca creek (or Brus`s Water Barrier) (1313rev-012, 2.49 ha)[15]

## 登録

### 経緯

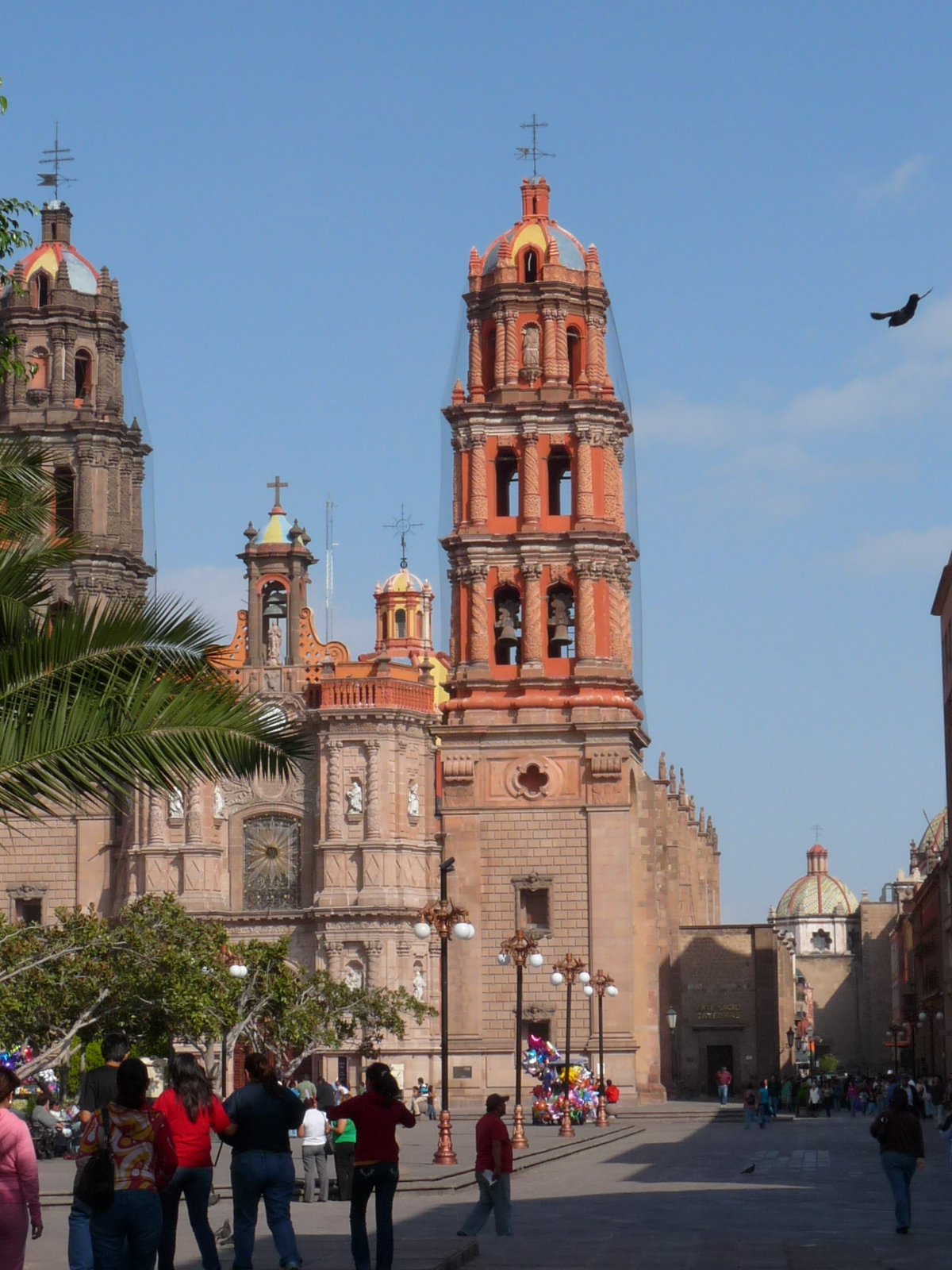
サン・ルイス・ポトシの景観

イドリヤは市内に残る関連遺産の世界遺産登録に向けた準備を2006年に開始した。当初の計画ではスペインの大陸間道路であるカミノ・レアル（王の道）との関連から、ペルーのウアンカベリカの水銀鉱山との連携が模索された。続いて、銀の採掘との関連から、メキシコの銀鉱山の町サン・ルイス・ポトシとの連携に焦点が当てられた。2007年にスペイン、スロベニア、メキシコの3か国の世界遺産の暫定リストに掲載された時には、それぞれ
- 大陸をまたぐカミノ・レアルの水銀の道のアルマデン (Almaden on the Mercury Route of the Intercontinental Camino Real)
- 大陸をまたぐカミノ・レアルの水銀の道のイドリヤ (Idrija on the Mercury Route of the Intercontinental Camino Real)
- 大陸をまたぐカミノ・レアルの水銀と銀の道のサン・ルイス・ポトシ (San Luis Potosi on the Mercury and Silver Route of the Intercontinental Camino Real)

という名称での記載だった。
それらは第33回世界遺産委員会（2009年）で審査されたときは「大陸をまたぐカミノ・レアルの水銀と銀の二名法 : アルマデン、イドリヤ、サン・ルイス・ポトシ」(The Mercury and Silver Binomial on the Intercontinental Camino Real. Almadén, Idrija and San Luis Potosí)  というひとまとめの名称で、上記3か国の推薦だった。それに対する世界遺産委員会の決議は「情報照会」だった。情報照会とされた理由は、アマルガム法を使っていた他のメキシコ（旧ヌエバ・エスパーニャ副王領）の銀山との比較を行なった上でサン・ルイス・ポトシの位置づけを再考すべきことと、推薦名も大陸をまたぐカミノ・レアル（王の道）を基軸とするのではなく、アルマデンとイドリヤという二大水銀産地を重視した名称に直すべきことなどであった。
続いて第34回世界遺産委員会（2010年）で「水銀と銀の二名法。サン・ルイス・ポトシを伴うアルマデンとイドリヤ」(Mercury and Silver Binomial. Almadén and Idrija with San Luis Potosí) というごくわずかに修正された名称で再審議されたときは、水銀鉱山遺跡をめぐる比較研究や顕著な普遍的価値について詳しい議論が展開されたものの、推薦資産の中でのサン・ルイス・ポトシの位置づけを再考すべきことなどの理由から、前年の決定よりも一段階下の「登録延期」の決定がなされた。なお、メキシコの推薦予定資産であったサン・ルイス・ポトシの歴史地区については、同じ年に別の世界遺産である「カミノ・レアル・デ・ティエラ・アデントロ」（2001年暫定リスト記載、2010年正式登録）の一部として、世界遺産リストに登録された。
最後に焦点が当てられたのは、水銀採掘業をアルマデンとイドリヤの経済的・文化的発展に影響した技術的・産業的な進展との関連から捉えることだった。それらの鉱山は世界最大級のものであるがゆえに、水銀生産史上の重要な技術集積などが行われてきた場所でもあったのである。新たな推薦ではサン・ルイス・ポトシが構成資産から外れ、それに伴いメキシコは推薦国から外れた。スペインとスロベニアによって、水銀生産とその影響に的を絞った推薦理由の練り直しが行われ、それに基づく推薦書が2011年2月に再提出された。それに対して世界遺産委員会の諮問機関であるICOMOSは「登録」を勧告し、第36回世界遺産委員会（2012年）で正式に登録された。この物件は、スペインの世界遺産の中ではコア渓谷とシエガ・ベルデの先史時代の岩絵遺跡群に続いて、スロベニアの世界遺産の中ではアルプス山脈周辺の先史時代の杭上住居群に続いて、それぞれの国にとって2件目の国境を越える世界文化遺産となった。

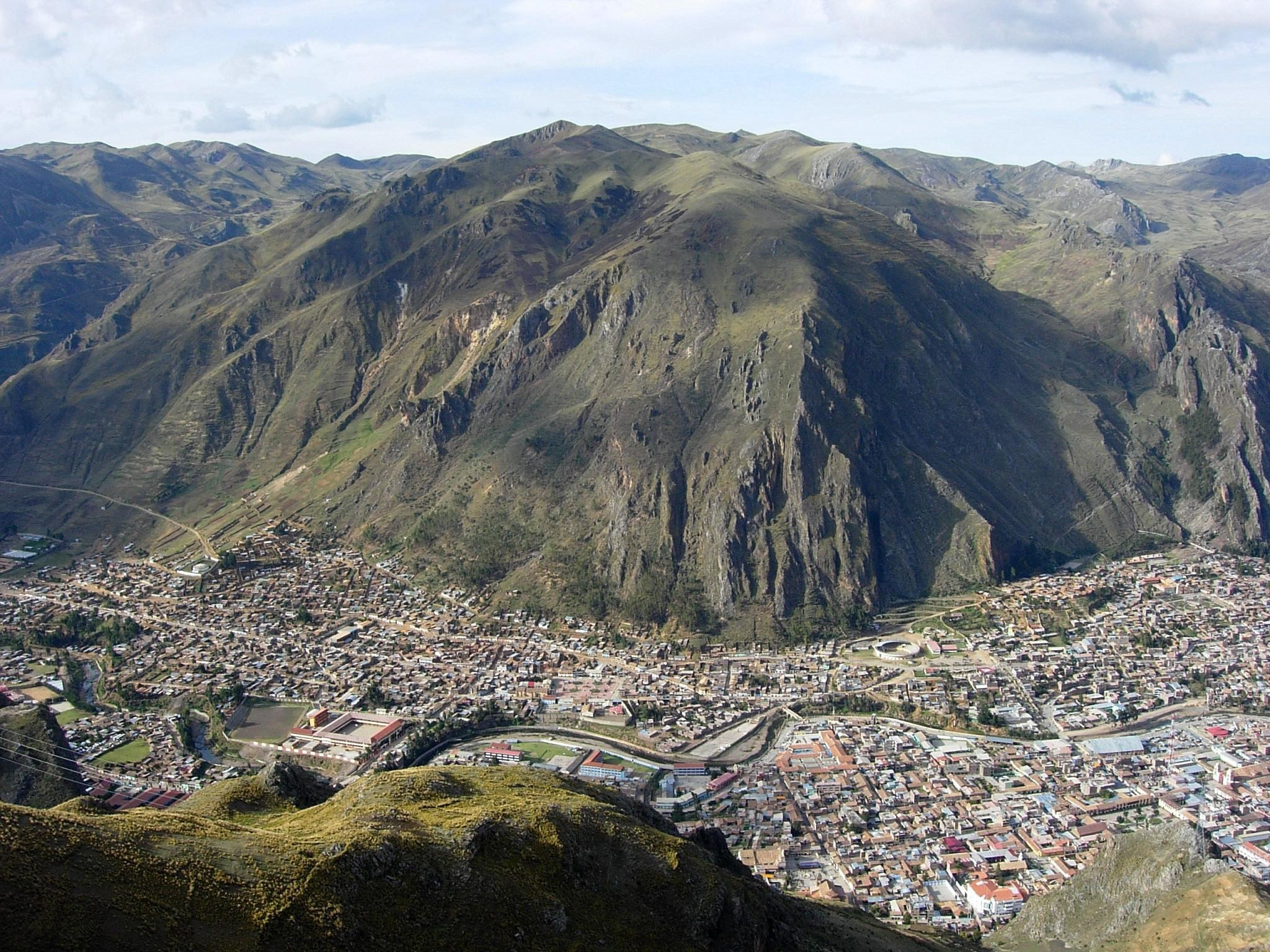
ウアンカベリカ

なお、植民地時代に独占的に水銀を供給した3鉱山の最後のひとつであるウアンカベリカについては、ICOMOSの勧告書の中では世界遺産としての「顕著な普遍的価値」を強化しうるものとは認められたが、管理・保存計画の欠如や、完全性の証明の困難さが指摘されていた。2013年4月の時点では、ペルーの暫定リストにウアンカベリカ鉱山の名前はない。

### 登録基準
スペインとスロベニアは基準 (2)、(4)、(5) に適合するとして推薦した。
- (2) ある期間を通じてまたはある文化圏において、建築、技術、記念碑的芸術、都市計画、景観デザインの発展に関し、人類の価値の重要な交流を示すもの。
推薦国は、アマルガム法による銀の精錬の導入によって、16世紀以降、ヨーロッパからアメリカ大陸への水銀の輸出は重要な技術移転などを伴った一方、そうして精錬された銀がヨーロッパの商業・金融に大きな影響を及ぼしたこと、およびその水銀の採掘が都市計画や建造物群にも独特の影響を与えた点などからこの基準に適合するとした[49]。

- (4) 人類の歴史上重要な時代を例証する建築様式、建築物群、技術の集積または景観の優れた例。
推薦国は、世界最大規模の水銀鉱山であったアルマデンとイドリヤでは水銀需要の高まりを受けて、16世紀半ば以降、鉱業技術が向上していったことや、環境への配慮から推薦の少し前に操業停止になったという事実を踏まえ、鉱業が社会や技術と取り結ぶ多面的な側面を伝える遺産であるという点からこの基準に適合するとした[49]。

- (5) ある文化（または複数の文化）を代表する伝統的集落、あるいは陸上ないし海上利用の際立った例。もしくは特に不可逆的な変化の中で存続が危ぶまれている人と環境の関わりあいの際立った例。
推薦国は、水銀が人や環境を汚染するため、かつては囚人などが採掘に強制従事させられたことや、推薦時点の少し前に操業停止されたということは、人と環境の特殊な関わりを示すものであるとして、この基準に適合するとした[49]。

ICOMOSは最初の2つについては認めたものの、最後の点については、水銀鉱山の特殊性は基準 (4) に当てはまる点が主であり、水銀汚染が問題とはいっても、それが他の鉱毒汚染に比べて特異であることを示すには不十分として、基準 (2) と (4) での登録を勧告した。世界遺産委員会でもこの判断が踏襲され、基準 (2) と (4) で登録された。

### 登録名
世界遺産としての正式名はHeritage of Mercury. Almadén and Idrija（英語）、Patrimoine du mercure. Almadén et Idrija（フランス語）である。その日本語訳は、資料によって揺れがある。
- 水銀関連遺産 : アルマデンとイドリア（日本ユネスコ協会連盟）[50]
- 水銀関連遺産 : アルマデンとイドリヤ（西和彦）[51]
- アルマデンとイドリア - 水銀鉱山の遺産（世界遺産アカデミー）[52]
- 水銀の遺産、アルマデン鉱山とイドリャ鉱山（古田陽久）[53]
- アルマデンとイドリヤの水銀遺産（今がわかる時代がわかる世界地図）[54]
- 水銀の遺産アルマデンとイドリヤ（なるほど知図帳）[55]